# Codien Zwaardemaker-Visscher
Jacobina Berendina (Codien) Zwaardemaker-Visscher (Utrecht, 5 mei 1835 – aldaar, 4 augustus 1912) was een Nederlandse feministe, vertaalster, schrijfster, redactrice en medewerkster van verschillende tijdschriften aan het eind van de negentiende en het begin van de twintigste eeuw. Zij zette zich hierbij actief in voor vrouwenemancipatie.

## Levensloop
Codien Zwaardemaker-Visscher werd in Utrecht geboren als Jacobina Berendina Visscher. Zij was de dochter van Jan Visscher (1801-1882), doopsgezind predikant, en Lumina Loos (1801-1881). Ze groeide op met twee broers in een welvarend doopsgezind gezin. Tot haar vijftiende ging ze naar een dagschool, verbonden aan een internaat van de gezusters Van Breemen.
Hoewel ze graag had willen doorstuderen, maakte de gebruiken binnen haar milieu dat onmogelijk. Zij bleef thuis in afwachting van een huwelijk. Over deze periode schreef ze later, in 1898, in het tijdschrift Vrouwenarbeid; orgaan van de Vereeniging Nationale Tentoonstelling van Vrouwenarbeid, het volgende: 
"En toch - in dienzelfden tijd zuchtte ik vaak onder het eindelooze borduren en het veelvuldige kopjeswasschen: 'och, was ik maar een jongen, dan kon ik ook studeeren als mijn broer, en dominee worden!'"
('Toen en nu', in: Vrouwenarbeid, 1898, blz. 246).
Ze trouwde op 8 augustus 1856 met boekverkoper en uitgever Cornelis Zwaardemaker (1828-1887). Zij kregen drie zoons, van wie er één jong overleed: Hendrik (1857-1930), Jan (1859-1861) en Jan (1861-1952). Door het uitgeef- en redactiewerk van haar echtgenoot kwam zij in contact met feministische literatuur. Zij bewonderde met name teksten van Elise van Calcar, Mienette Storm-van der Chijs en John Stuart Mill (The subjection of women, 1869).

## Schrijverschap
Haar eerste publicatie, een brochure onder het pseudoniem Cornelia, verscheen in 1869: Een vrouwenwoord naar aanleiding van Vitringa's brochure: "Over Opvoeding en Emancipatie der Vrouw". De naam Cornelia was afgeleid van de voornaam van haar man (Cornelis). Na haar eerste publicatie werd Zwaardemaker-Visscher actief als vertaalster, redactrice en medewerkster van verschillende tijdschriften. 
Vanaf 1871 publiceerde ze niet meer onder pseudoniem, maar had ze bewust gekozen haar eigen naam te gebruiken. Schrijven onder een schuilnaam paste volgens haar niet bij haar kijk op vrouwenarbeid, het was voor haar belangrijk dat een vrouw zich als zelfstandig individu in de openbaarheid kon treden. De praktische aanleiding was dat nog meer schrijfsters de naam Cornelia gebruikten.
Haar loopbaan als schrijfster is op te delen in twee perioden: tot 1880 was ze vooral actief als vertaalster, redactrice en medewerkster van tijdschriften, waaronder Onze Tolk, Nieuwsblad voor den Boekhandel, Vaderlandsche Letteroefeningen, Onze Roeping en Ons Streven. Tussen 1880 en 1900 lag de nadruk op het schrijven van haar eigen romans, na 1880 schreef ze er vijf. De belangrijkste thematiek in het werk van Codien Zwaardemaker-Visscher is: sociaal onrecht, zoals kinderarbeid, antisemitisme en in het bijzonder de achtergestelde positie van vrouwen in ideologisch, sociaal-maatschappelijk en juridisch opzicht.
In haar artikelen en boeken bestreed zij onder meer de aanname dat vrouwen niet geschikt zouden zijn om te gaan studeren (Ada Bermuda), bepleitte zij het recht van vrouwen op voogdijschap (Tante Agathe's voogdijschap. Onwettig toch recht), verzette ze zich tegen de gewoonte om meer te investeren in de opvoeding van zonen dan van dochters, bekritiseerde zij het huwelijksrecht, waarbij vrouwen niet meer over een eigen vermogen konden beschikken, kwam ze in verzet tegen de opvatting dat loonarbeid vernederend zou zijn voor vrouwen (De ruïne van den Oldenborgh) en keek zij vooruit naar de toekomst:
"En dan zal de dwaasheid openbaar worden van de wetten, waarbij vrouwen gelijkgesteld worden met idioten en misdadigers. En de juristen zullen zich schamen en zich haasten om ons als mondig medemensch te doen erkennen. En de geheele maatschappij zal er bij winnen."
('Toen en nu', in: Vrouwenarbeid, 1898, blz. 249).
Na 1900 schreef Zwaardemaker-Visscher geen romans meer, ze publiceerde slechts af en toe een bijdrage in het weekblad De Zondagsbode (doopsgezind). In een artikel uitte ze zich zeer positief over het besluit van de Algemeene Doopsgezinde Sociëteit om vrouwen tot het proponentsexamen toe te laten, waardoor zij een beroep konden uitoefenen voor de kerk. In hetzelfde artikel liet ze blijken voorstander te zijn geweest van het vrouwenkiesrecht. Ze vroeg zich echter wel af of de geestelijke gesteldheid van vrouwen sterk genoeg was om dit recht niet te laten misbruiken door anderen.
In de jaren 1898-1900 werd haar verzamelde, Nederlandstalige werk in acht delen uitgegeven onder de titel Complete romantische werken, wat gezien werd als een bekroning op haar loopbaan. In 1912 overleed Zwaardemaker-Visscher, in de leeftijd van 77 jaar.

## Uitgaven (selectie)
Brochures, artikelen
- Een vrouwenwoord naar aanleiding van Vitringa's brochure: 'Over Opvoeding en Emancipatie der Vrouw (1869), brochure
- Bijeengegaard. Schetsen en Novellen (1880)
- 'Toen en nu', in: Vrouwenarbeid (1898)
- Bijdragen aan onder meer de volgende tijdschriften: Onze Tolk. Centraalblad voor Kunst- en Letternieuws; Nieuwsblad voor den Boekhandel; Trio. Journal amusant en trois langues: français, anglais, allemand, pour la jeunesse (drietalig tijdschrift voor kinderen); Onze Roeping; Het Toilet. Grootste en goedkoopste Modejournaal van Nederland

Vertalingen
- Vrouwenkarakters. Novellen voor vrouwen en meisjes. Uit het Hoogduitsch overgebracht. Bevat: Marie; Alma; Lucy; Helene en Amelia (1871)
- Roos en distel, vertaald uit het Engels (Compton Reade)
- In de Bruidskorf (1872), vertaald uit het Duits. Deels vrij vert. naar: Das Brautgeschenk von Emilie
- Meisjes naar mijn hart, nieuwe schetsen voor de jeugd. vert. uit het Engelsch van Louisa May Alcott (1878)
- De gijzelaar.  Vert. uit het Engels van Hall Caine (1906)
- Uit tante Jo's snippermand. Vertaling van: Aunt Jo's scrap-bag van Louisa May Alcott (??)

- De opgeheven sluier (1878), vertaald uit het Engels (George Eliot)

Romans
- Ada Bermuda (1881)
- De ruïne van den Oldenborgh. Eerste deel; Tweede deel (1885)
- Grootmoeder. Eene familiegeschiedenis (1892)
- Sterk in leed. Een familieroman (1894)
- Tante Agathe's voogdijschap. Onwettig toch recht (1897)

Verzameld werk
- Complete romantische werken, 8 dln. (1898-1900)